# John Grahame Douglas Clark
Sir John Grahame Douglas Clark CBE FBA (Bromley (Londen), 28 juli 1907 - Cambridge, 12 september 1995) was een Brits archeoloog die vooral bekendstond om zijn werk over het mesolithicum en zijn theorieën over paleo-economie.

## Levensloop
Hij werd geboren in Bromley en genoot zijn studie aan Marlborough en Peterhouse, de oudste college van Cambridge. Hij bleef gedurende zijn hele carrière verbonden aan Peterhouse, met een onderbreking tijdens de Tweede Wereldoorlog toen hij luchtfoto's interpreteerde voor de RAF.
Hij werd in 1950 lid van het wetenschappelijk genootschap, twee jaar later Disney Professor of Archaeology, in 1956 departmentshoofd van archeologie en antropologie en van 1973 tot 1980 was hij directeur van Peterhouse.
Tijdens zijn carrière werd hij bekend door zijn onderzoek naar het mesolithicum van Noord-Europa, door opgravingen bij Star Carr tussen 1949 en 1951, waarvan de gegevens nog steeds zeer belangrijk zijn voor ons begrip van deze periode. Hij schreef eveneens algemene werken over de prehistorie van de hele wereld voor een breed publiek en moedigde archeologen aan om meer aandacht te besteden aan de economische factoren die relevant waren in oude maatschappijen, zoals in zijn boek Prehistoric Europe: the economic basis (1952). 
Hij was eveneens de redacteur van de Proceedings of the Prehistoric Society en haar voorzitter van 1958 tot 1962. In 1951 werd hij lid van British Academy, werd benoemd tot Commandeur in de Orde van het Britse Rijk in 1971 en werd in 1992 tot geridderd tot Knight Bachelor.
In 1990 werd Clark onderscheiden met de Erasmusprijs.

## Vertaald werk
- De vroegste geschiedenis van de samenleving; wat de archeologie ons ervan leert ('Archaeology and Society'). Utrecht/Antwerpen: Aula boeken nr. 121, 1963.

## Verder lezen
- B. Fagan, Grahame Clark: An Intellectual Biography of an Archaeologist, Boulder,  2001. ISBN 0813336023 (= 2003 ISBN 0813341132)
- Arkadiusz Marciniak and John Coles (eds.): Grahame Clark and his legacy. Cambridge: Cambridge Scholars Publishing 2010 (hardcover, ISBN 1443822221).